# Oqoltin
Oqoltin ist eine Siedlung städtischen Typs (shaharcha) in der usbekischen Viloyat Andijon im Ferghanatal und Hauptort des Bezirks Ulugʻnor.
Der Ort liegt etwa 55 km westlich der Viloyathauptstadt Andijon, etwa 30 km südlich von Namangan und etwa 30 km nördlich von Margʻilon.
Im Jahr 2009 erhielt Oqoltin den Status einer Siedlung städtischen Typs. Gemäß der Bevölkerungszählung 1989 hatte der Ort 6522 Einwohner, einer Berechnung für 2003 zufolge betrug die Einwohnerzahl 9000.